# حکایت غول‌های خفته
حکایت غول‌های خفته (انگلیسی: Tale of the Sleeping Giants؛ ‏فنلاندی: Tunturin tarina) یک فیلم مستند فنلاندی به کارگردانی مارکو رور است. ساخت این فیلم سه سال طول کشید و تصویربرداری‌اش در سه کشور صورت پذیرفت. قرار بود این فیلم در ۲۵ دسامبر ۲۰۲۰ پخش شود، اما به سبب دنیاگیری کووید-۱۹ در فنلاند به تأخیر افتاد. این فیلم در نمایش محدود اولیه، موفق ظاهر شد و به صدر جدول فروش راه یافت و علی‌رغم تمامی محدودیت‌ها، تا ۲۶ آوریل ۲۰۲۱ میلادی، ۱۷٬۱۳۱ بلیطِ آن به‌فروش رفت.